# László Kovács (polityk)
László Kovács (ur. 3 lipca 1939 w Budapeszcie) – węgierski polityk, działacz komunistyczny, parlamentarzysta,  minister spraw zagranicznych (1994–1998 i 2002–2004), od 1998 do 2004 lider Węgierskiej Partii Socjalistycznej (MSZP), komisarz Unii Europejskiej ds. podatków i unii celnej w latach 2004–2010 w komisji José Barroso.

## Życiorys
W latach 1963–1968 studiował na stołecznym Uniwersytecie Ekonomicznym. Był długoletnim działaczem Węgierskiej Socjalistycznej Partii Robotniczej. Pracował w komunistycznej młodzieżówce (1966–1975), następnie w wydziale spraw zagranicznych komitetu centralnego partii komunistycznej. W latach 1986–1989 pełnił funkcję wiceministra spraw zagranicznych, następnie do 1990 sekretarza stanu w tym resorcie. Od 1990 członek prezydium Węgierskiej Partii Socjalistycznej, od 1998 do 2004 był przewodniczącym tej partii. Działał w Międzynarodówce Socjalistycznej jako jej wiceprzewodniczący (2003–2008).
W latach 1990–2004 zasiadał w Zgromadzeniu Narodowym czterech kadencji, pełniąc m.in. obowiązki przewodniczącego komisji spraw zagranicznych (1993–1994) oraz przewodniczącego frakcji socjalistów (1998–2000). Dwukrotnie – w latach 1994–1998 i 2002–2004 – stał na czele węgierskiej dyplomacji. W 1995 sprawował funkcję przewodniczącego OBWE.
W 2004 rząd wysunął go na komisarza ds. energetyki w nowo tworzonym składzie Komisji Europejskiej. W związku z brakiem poparcia w Parlamencie Europejskim przesunięto go na stanowisko komisarza ds. podatków i unii celnej. Funkcję tę pełnił od listopada 2004 do lutego 2010. Powrócił następnie do krajowego polityki, w kadencji 2010–2014 ponownie sprawował mandat poselski w Zgromadzeniu Narodowym.